# Episodi di Quattro donne in carriera (quarta stagione)
La quarta stagione della serie televisiva Quattro donne in carriera è stata trasmessa in anteprima negli Stati Uniti d'America dalla CBS tra il 18 settembre 1989 e il 21 maggio 1990.
| nº | Titolo originale                                                          | Titolo italiano | Prima TV USA      | Prima TV Italia |
| -- | ------------------------------------------------------------------------- | --------------- | ----------------- | --------------- |
| 1  | The Proxy Pig and Great Pretenders                                        |                 | 18 settembre 1989 |                 |
| 2  | One Night with You                                                        |                 | 25 settembre 1989 |                 |
| 3  | There She Is                                                              |                 | 2 ottobre 1989    |                 |
| 4  | Nightmare from Hee Haw                                                    |                 | 16 ottobre 1989   |                 |
| 5  | The Girlfriend                                                            |                 | 23 ottobre 1989   |                 |
| 6  | The Rowdy Girls                                                           |                 | 30 ottobre 1989   |                 |
| 7  | Bernice's Sanity Hearing                                                  |                 | 13 novembre 1989  |                 |
| 8  | Julia Gets Her Head Stuck in a Fence                                      |                 | 20 novembre 1989  |                 |
| 9  | Julia and Suzanne's Big Adventure                                         |                 | 27 novembre 1989  |                 |
| 10 | Manhunt                                                                   |                 | 4 dicembre 1989   |                 |
| 11 | They Shoot Fat Women, Don't They?                                         |                 | 11 dicembre 1989  |                 |
| 12 | You Got to Have Friends                                                   |                 | 18 dicembre 1989  |                 |
| 13 | The First Day of the Last Decade of the Entire Twentieth Century (Part 1) |                 | 1º gennaio 1990   |                 |
| 14 | The First Day of the Last Decade of the Entire Twentieth Century (Part 2) |                 | 1º gennaio 1990   |                 |
| 15 | The Mistress                                                              |                 | 8 gennaio 1990    |                 |
| 16 | The Fur Flies                                                             |                 | 15 gennaio 1990   |                 |
| 17 | Oh, What a Feeling                                                        |                 | 29 gennaio 1990   |                 |
| 18 | Anthony and Vanessa                                                       |                 | 5 febbraio 1990   |                 |
| 19 | Payne Grows Up                                                            |                 | 19 febbraio 1990  |                 |
| 20 | Tornado Watch                                                             |                 | 26 febbraio 1990  |                 |
| 21 | Tough Enough                                                              |                 | 12 marzo 1990     |                 |
| 22 | It's a Wonderful Life                                                     |                 | 19 marzo 1990     |                 |
| 23 | Suzanne Goes Looking for a Friend                                         |                 | 9 aprile 1990     |                 |
| 24 | Foreign Affairs                                                           |                 | 30 aprile 1990    |                 |
| 25 | Have Faith                                                                |                 | 7 maggio 1990     |                 |
| 26 | Their Finest Hour                                                         |                 | 9 maggio 1990     |                 |
| 27 | Anthony's Graduation                                                      |                 | 14 maggio 1990    |                 |
| 28 | La Place sans Souci                                                       |                 | 21 maggio 1990    |                 |